# Stereoanläggning

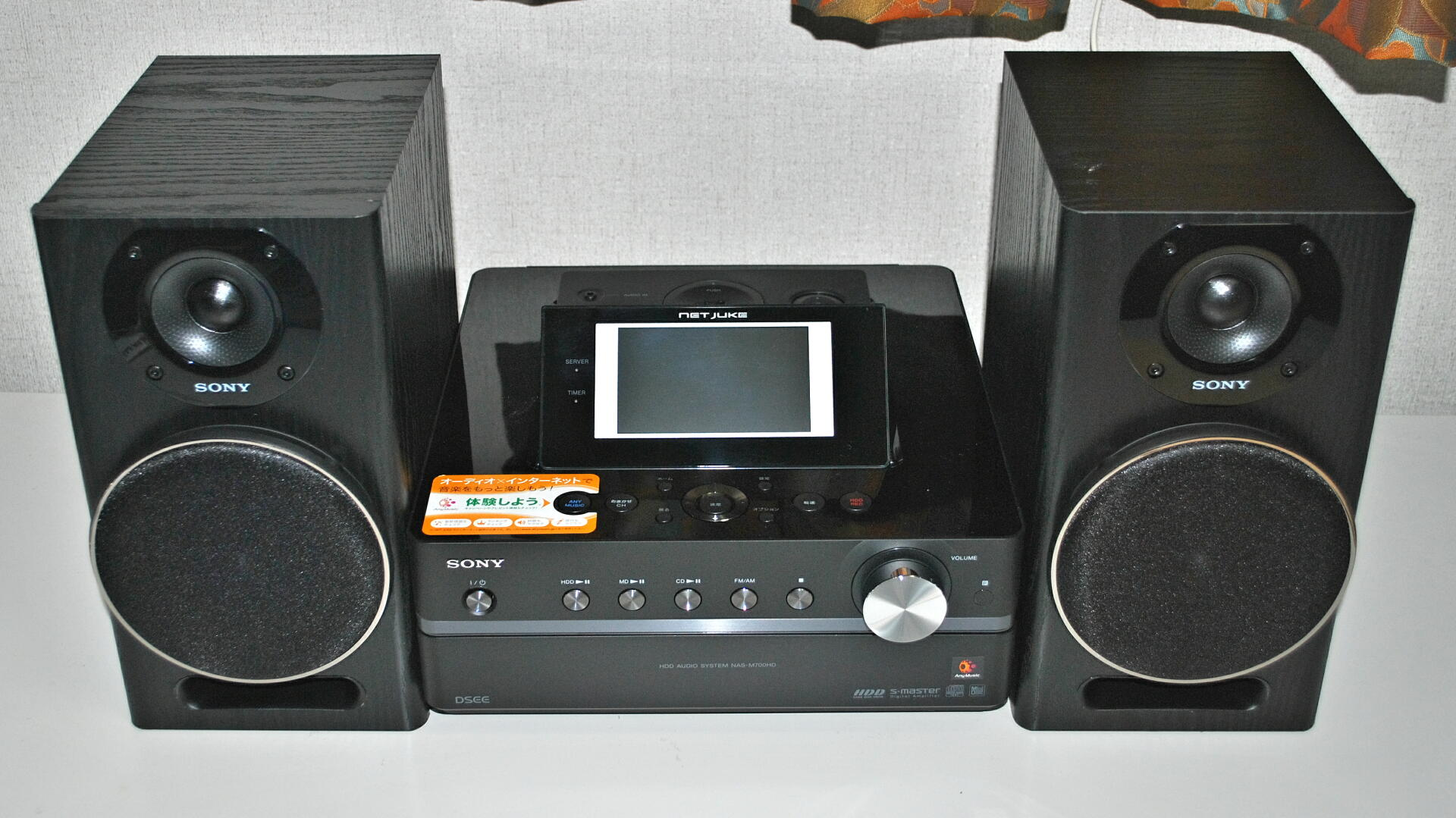
En modern stereoanläggning.

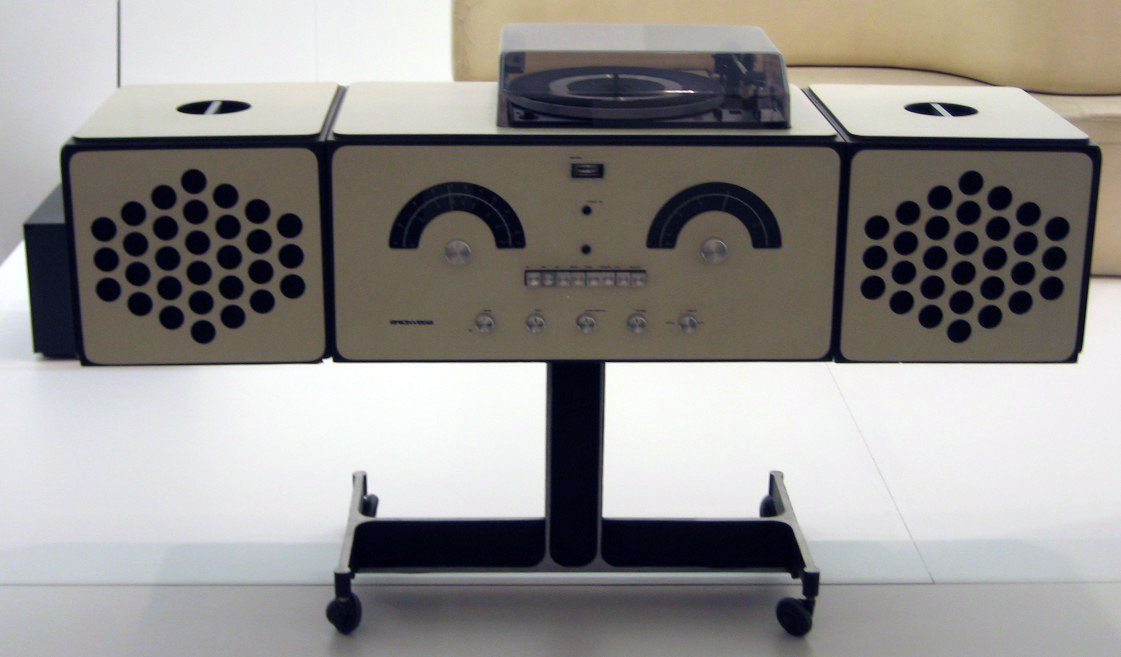
En gammal stereoanläggning, RR 126, från Italien, cirka 1966.

En stereo eller stereoanläggning är en hemelektronikanläggning som skall kunna återge ljud stereofoniskt med ljudkvaliteten hi-fi, vilket innebär att ljudet skall hålla hög kvalitet. På stereon finns det numera vanligen FM-mottagare, kassettdäck och cd-spelare. Tidigare fanns även grammofon, eller minidisc-spelare. Vissa nya stereoanläggningar kan även ha MP3 och minneskortsläsare.